# Nicolás Correa
Nicolás Correa, vollständiger Name Nicolás Correa Risso, (* 25. Dezember 1983 in Montevideo) ist ein uruguayischer Fußballspieler.

## Karriere
Der je nach Quellenlage 1,80 Meter oder 1,83 Meter große Abwehrspieler Correa stand zu Beginn seiner Karriere seit der Apertura 2002 in Reihen des seinerzeitigen Zweitligisten Alianza Fútbol Club. Dort bestritt er in der Saison 2002 13 Partien (kein Tor) in der Segunda División. In der Apertura 2003 folgten 17 weitere Zweitligaeinsätze (drei Tore). Auch 2004 gehörte er noch zum Kader des nunmehr in der Amateurliga antretenden Klubs. Seite der Zwischensaison 2005 spielte er für den ebenfalls in Montevideo beheimateten Erstligisten Liverpool Montevideo. In der Saison 2008/09 erzielte er drei Tore in der Primera División. Im August 2009 wechselte er sodann zu Unión de Santa Fe. Bei den Argentiniern lief er in den Spielzeiten 2008/09 und 2009/10 in 31 (fünf Tore) bzw. 32 (ein Tor) Begegnungen der Primera B Nacional auf. 2011/12 und 2012/13 folgten zwei Jahre in der argentinischen Primera División, in denen er 34 (ein Tor) bzw. 37 (zwei Tore) Erstligaspiele absolvierte. In der Saison 2013/14 kam er noch 17 weitere Male (fünf Tore) in der Primera B Nacional zum Zug. Er wechselte schließlich während der laufenden Saison zum Jahreswechsel Anfang Januar 2014 auf Leihbasis zurück nach Montevideo zu Defensor Sporting. Dort trug er mit zwölf Einsätzen (ein Tor) in der Copa Libertadores 2014 zum äußerst erfolgreichen Abschneiden des Klubs bei, dessen Weg in diesem Wettbewerb erst im Halbfinale endete. Bis zum Abschluss der Saison 2013/14 lief er zudem in sieben Partien (kein Tor) der Primera División auf. In der Apertura 2014 wurde er siebenmal (kein Tor) in der höchsten uruguayischen Spielklasse eingesetzt. Im Januar 2015 schloss er sich dem argentinischen Klub Arsenal de Sarandí an. Bei den Argentiniern absolvierte er sieben Partien (kein Tor) in der Primera División. Anschließend kehrte er nach Uruguay zurück und setzte seine Karriere ab Mitte Juli 2015 beim Club Atlético Cerro fort. In der Apertura 2015 bestritt er dort 14 Erstligabegegnungen und schoss zwei Tore. Mitte Januar 2016 wechselte er zu Gimnasia y Esgrima de Jujuy. Beim argentinischen Klub kam er – jeweils ohne persönlichen Torerfolg – in 20 Ligaspielen (kein Tor) und einer Partie der Copa Argentina zum Einsatz. Anfang Juli 2016 kehrte er zu Defensor Sporting zurück und lief in der Saison 2016 in 15 Erstligapartien (kein Tor) auf.